# Asphodelus roseus
Asphodelus roseus là một loài thực vật có hoa trong họ Thích diệp thụ. Loài này được Humbert & Maire miêu tả khoa học đầu tiên năm 1926.